# ネッラ・ファンタジア
「ネッラ・ファンタジア」（Nella Fantasia, 「私の空想の中では」）は、サラ・ブライトマンの1998年のアルバム『エデン』収録の楽曲。映画『ミッション』で使用されたエンニオ・モリコーネ作曲の楽曲『ガブリエルのオーボエ』（Gabriel's Oboe）にイタリア語の詞をつけたもの。ブライトマンの他、多くのクラシカル・クロスオーバー歌手がカバーしている。
原曲の『ガブリエルのオーボエ』はオーボエで演奏される曲である。1999年のビデオ『One Night in Eden』で、ブライトマンはこの曲を紹介する際にこう語っている。
| 「 | 次の曲（「ネッラ・ファンタジア」）はもともと作曲家エンニオ・モリコーネが映画『ミッション』のために書いた器楽曲です。3年ほど前、私はモリコーネさんに、あの曲を歌にする許可をくださいませんかと手紙を書きましたが、すげなく断られました。私は2カ月ごとにお願いの手紙を書いて送り続けました。もう嫌になったのか、モリコーネさんは最後には折れてくださいました。私はモリコーネさんが許可を下さったことをうれしく思っています。この曲はとても素晴らしい歌になったのですから。 | 」 |

## カバーした主な歌手
- ラッセル・ワトソン - アルバム『The Voice』（2001年）収録。
- イル・ディーヴォ - アルバム『Il Divo』（2005年）収録。
- ケルティック・ウーマン - アルバム『Celtic Woman』（2005年）収録。
- アミーチ・フォーエヴァー - アルバム『Difined』（2005年）収録。
- ポール・ポッツ - アルバム『One Chance』（2007年）収録。
- ブレイク - アルバム『And so it goes』（2008年）収録。
- ESCOLTA - アルバム『JOURNEY AROUNDTHE BLUE MARBLE』（2008年）収録。
- サラ・オレイン　-　アルバム『ANIMA』 (2017年) 収録。